# The Model and the Marriage Broker
The Model and the Marriage Broker is een Amerikaanse filmkomedie uit 1951 onder regie van George Cukor. De film werd destijds uitgebracht onder de titel Huwelijksbureau "Succes".

## Verhaal
De huwelijksmakelaar Mae Swasey kijkt neer op zijn klunzige klanten. Hij maakt kennis met het model Kitty, die zich begint te bemoeien met zijn relaties.

## Rolverdeling
| Acteur         | Personage         |
| -------------- | ----------------- |
| Jeanne Crain   | Kitty Bennett     |
| Scott Brady    | Matt Hornbeck     |
| Thelma Ritter  | Mae Swasey        |
| Zero Mostel    | George Wixted     |
| Michael O'Shea | Doberman          |
| Helen Ford     | Emmy Swasey       |
| Frank Fontaine | Hjalmer Johannson |
| Dennie Moore   | Bea Gingras       |
| John Alexander | Mijnheer Perry    |
| Jay C. Flippen | Dan Chancellor    |